# Igor Engonga
Igor Engonga Noval (Santander, 4 gennaio 1995) è un calciatore spagnolo naturalizzato equatoguineano, difensore del Naval Reinosa e della nazionale equatoguineana.

## Carriera

### Club
Ha sempre giocato per squadre spagnole.

### Nazionale
Ha esordito in nazionale nel 2015.